# Resultados do Carnaval de Porto Alegre em 2002
Resultados do Carnaval de Porto Alegre em 2002. A vencedora do grupo especial foi Bambas da Orgia com o enredo, Os Bambas abrem o baralho, dão as cartas e bancam o jogo.

## Grupo Especial
| Colocação | Escola                     | Pontos | Punições | Nota    | Ref.        |
| --------- | -------------------------- | ------ | -------- | ------- | ----------- |
| 1º        | Bambas da Orgia            | 159    |          |         | [ 1 ]       |
| 2º        | Unidos de Vila Isabel      | 158    |          |         | [ 1 ]       |
| 3º        | Imperadores do Samba       | 157,5  |          |         | [ 1 ]       |
| 4º        | Academia de Samba Praiana  | 156    |          |         | [ 1 ]       |
| 5º        | Estado Maior da Restinga   | 153,4  |          |         | [ 1 ]       |
| 6º        | União da Vila do IAPI      | 151    | - 3      |         | [ 1 ] [ 3 ] |
| 7º        | Imperatriz Dona Leopoldina | 144    |          | Mantida | [ 1 ] [ 3 ] |

## Grupo Intermediário A
| Colocação | Escola                 | Pontos | Nota      | Ref.  |
| --------- | ---------------------- | ------ | --------- | ----- |
| 1º        | Academia Samba Puro    | 157,5  | Promovida | [ 4 ] |
| 2º        | Império do Sol         | 156,5  |           | [ 4 ] |
| 3º        | Acadêmicos de Gravataí | 151    |           | [ 4 ] |
| 4º        | Real Academia de Samba | 150,5  |           | [ 4 ] |
| 5º        | União da Tinga         | 145,5  |           | [ 4 ] |
| 6º        | Copacabana             | 137,5  |           | [ 4 ] |
| 7º        | Embaixadores do Ritmo  | 134,5  | Rebaixada | [ 4 ] |

## Grupo Intermediário B
| Colocação | Escola                          | Pontos | Nota      | Ref.  |
| --------- | ------------------------------- | ------ | --------- | ----- |
| 1º        | Protegidos da Princesa Isabel   | 159    | Promovida | [ 4 ] |
| 2º        | Império da Zona Norte           | 159    |           | [ 4 ] |
| 3º        | Fidalgos e Aristocratas         | 153,5  |           | [ 4 ] |
| 4º        | Imperatriz Leopoldense          | 144,5  |           | [ 4 ] |
| 5º        | Filhos da Candinha              | 129,5  |           | [ 4 ] |
| 6º        | Mocidade da Lomba do Pinheiro   | 123    |           | [ 4 ] |
| 7º        | Integração do Areal da Baronesa | 100,5  | Rebaixada | [ 4 ] |

## Grupo de acesso
| Colocação | Escola    | Pontos | Nota      | Ref.  |
| --------- | --------- | ------ | --------- | ----- |
| 1º        | Realeza   | *      | Promovida | [ 4 ] |
| *         | Salgueiro | - 29   | Eliminada | [ 4 ] |

## Tribos
| Colocação | Tribo        | Pontos | Ref.  |
| --------- | ------------ | ------ | ----- |
| 1º        | Os Comanches | 151    | [ 4 ] |
| 2º        | Guaianazes   | 143    | [ 4 ] |
| 3º        | Os Tapuias   | 129,5  | [ 4 ] |